# Eslövspartiet
Eslövspartiet (esl) var ett politiskt parti i Eslövs kommun. I valet 1998 erhöll partiet två mandat i Eslövs kommunfullmäktige men förlorade dessa i valet 2002. Senare avvecklades partiet.